# Тріоп
Тріоп (грец. Τρίοπος) — син Посейдона й Канаки (варіант: Геліоса й Родоси), цар Фессалії, батько Ерісіхтона та Іфімедії. Вирушив із Фессалії до Карії і заснував місто Тріопій; вважався також батьком або сином Форбанта, батьком Яса й Агенора, засновником міста Кнід.